# Zamsé (Diabo)
Pour les articles homonymes, voir Zamsé.
Zamsé est une commune rurale située dans le département de Diabo de la province du Gourma dans la région de l'Est au Burkina Faso.

## Géographie
Zamsé est situé à 7,5 km à l'Ouest de Diabo, le chef-lieu du département, et à 5 km au Sud de Koulpissi.

## Santé et éducation
Le centre de soins le plus proche de Zamsé est le centre de santé et de promotion sociale (CSPS) de Koulpissi. De plus, le dispensaire de Lantaogo est à 2 km.